# Râul Sebeș, Olt (Brașov)
Râul Sebeș este un afluent al râului Olt. Se formează la confluența râurilor Țiganu și Buzduganu.

## Hărți
- Harta Județului Brașov
- Harta Munților Făgăraș  Arhivat în 8 septembrie 2013, la Wayback Machine.